# Bildhuggaren
Bildhuggaren (Sculptor på latin) är en liten och ljussvag stjärnbild bäst synlig från södra halvklotet. 
Konstellationen är en av de 88 moderna stjärnbilderna som erkänns av den Internationella astronomiska unionen.

## Historik
Stjärnbilden konstruerades av Nicolas Louis de Lacaille år 1751–1752 vid sina besök på observatoriet i Kapstaden med planen att fylla ut utrymmet mellan stjärnbilderna Fenix och Valfisken. Ursprungligen kallades stjärnbilden för "l'Atelier du Sculpteur" – Bildhuggarens ateljé – och blev tecknad som ett trebent bord med verktyg.

## Stjärnor

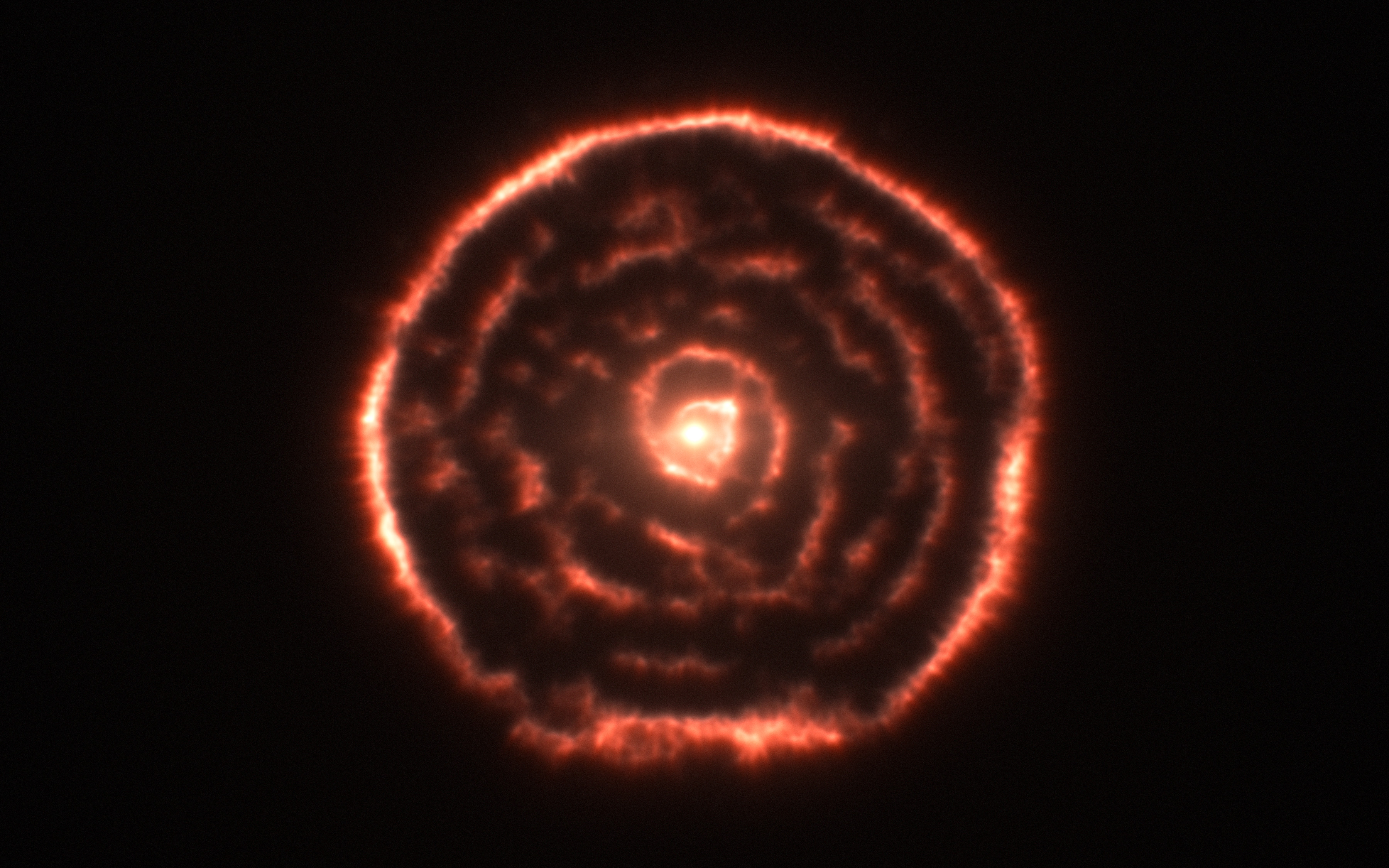
Spiralstruktur runt R Sculptoris sedd med ALMA-teleskopet.

Bildhuggarens stjärnor ser ut som en slumpmässig samling av ljussvaga stjärnor utan likhet med någon figur.
- α - Alfa Sculptoris är en blåvit jättestjärna och en SX Arietis-variabel av magnitud 4,30. Den är 1 700 gånger ljusare och drygt fem gånger större än vår sol, men är inte så ljusstark eftersom den ligger på ett avstånd av ca. 670 ljusår från Jorden.
- β - Beta Sculptoris är en blåvit underjätte av magnitud 4,38.
- γ - Gamma Sculptoris är en orange jätte av magnitud 4,41.
- δ - Delta Sculptoris är en trippelstjärna. Huvudstjärnan är en vit stjärna av magnitud 4,59. Närmaste följeslagaren är av magnitud 11. Runt dessa finns den andre följeslagaren som är av magnitud 9,4.
- R Sculptoris är en röd jätte av magnitud 5,72 omgiven av en spiralstruktur.[3]

## Djuprymdsobjekt

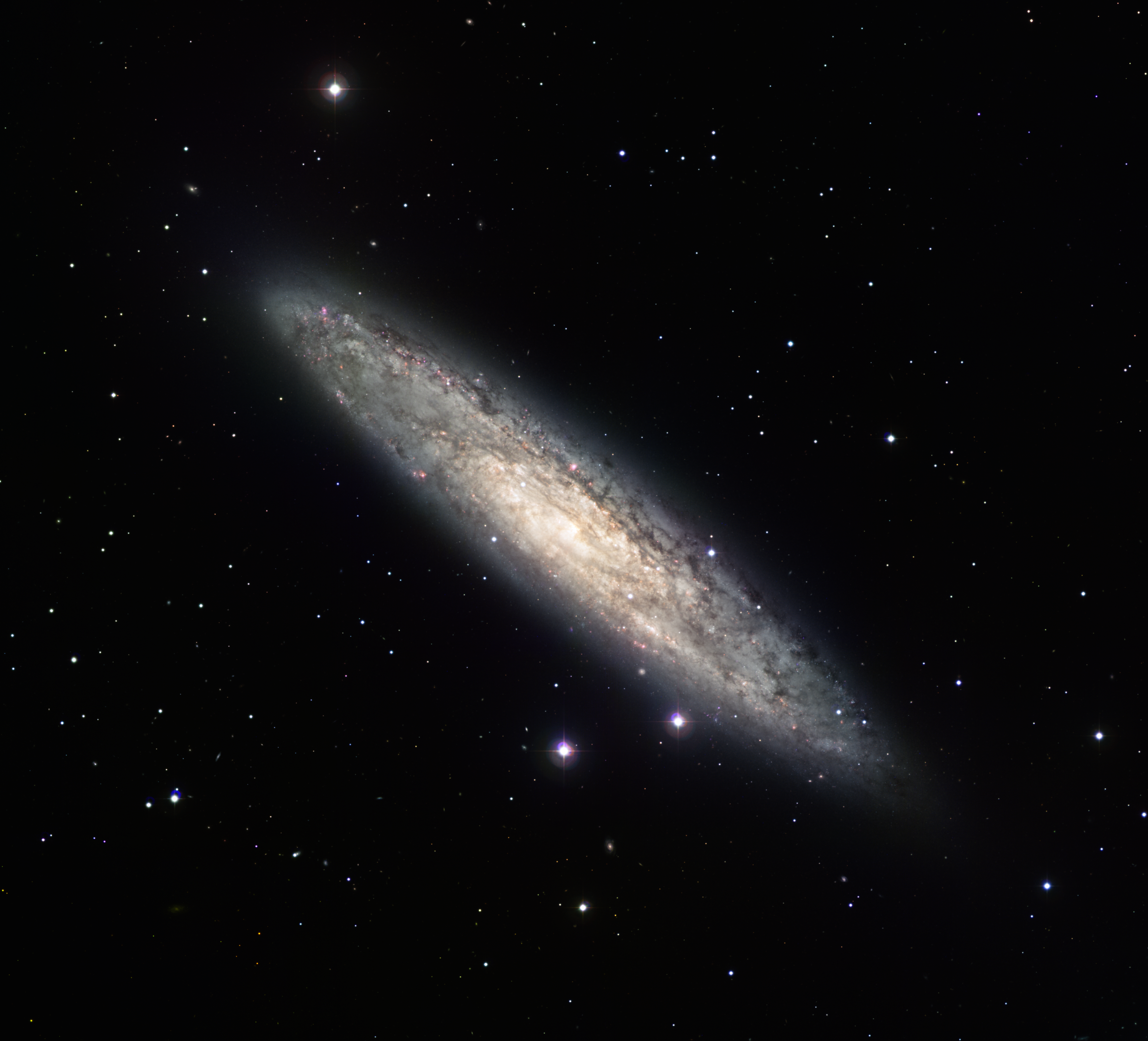
Bildhuggargalaxen sedd av La Silla-observatoriet.

Det Bildhuggaren saknar i ljusstarka stjärnor eller välkänd form uppväger den med ett par intressanta objekt.

### Stjärnhopar
- NGC 288 är en klotformig stjärnhop av magnitud 8,1.

### Galaxer
Själva stjärnbilden ligger i nästan helt rät vinkel mot Vintergatans plan och är rik på ljusstarka galaxer:
- Bildhuggargalaxen (NGC 253, Caldwell 65) är en spiralgalax och den största galaxen i stjärnbilden. Magnitud 7,2.
- NGC 55 (Caldwell 72) är en stavgalax av magnitud 7,9.
- NGC 300 (Caldwell 70) är en spiralgalax som ser svagare ut på grund av att dess ljus är utspritt över en större yta. Magnitud 8,1.
- NGC 7793 är en spiralgalax av magnitud 9,1.

### Galaxhopar
- Sculptorgruppen är en grupp på 13 galaxer som ligger ca. 6 miljoner ljusår från Vintergatan. Bl.a. ingår Bildhuggargalaxen, NGC 7739 och NGC 247 i Valfisken och NGC 627 i Fenix. Tidigare trodde man att även NGC 55 och NGC 300 tillhörde Sculptorgruppen, men senare avståndsmätningar visar att de ligger i förgrunden.[4]